# Loi concernant l'organisation de l'enseignement primaire
Lire en ligne

Legilux

La loi du 10 août 1912 concernant l'organisation de l'enseignement primaire ou loi sur l'éducation de 1912 (en luxembourgeois : Schoulgesetz vun 1912 ; dite « loi Braun ») est une loi luxembourgeoise adoptée le 25 juin 1912 par la Chambre des députés qui rend l'école gratuite et participe à laïciser l'enseignement public. Elle est préparée par Pierre Braun, directeur général de l'Intérieur sous le règne de la grande-duchesse Marie-Adélaïde.

## Histoire
On croyait qu'avec l'industrialisation relativement tardive du pays, la population avait besoin d'un enseignement approprié pour pouvoir travailler dans les nouveaux secteurs de l'économie. Au cours des années précédentes, à peu près tous les emplois de haut niveau dans l'industrie sidérurgique, des contremaîtres aux ingénieurs, avaient été occupés par des allemands. Une bonne formation professionnelle reposait sur une solide éducation primaire. Une autre motivation de base de la loi était d'introduire une éducation plus large, au-delà de la seule lecture, écriture et calcul, en vue de l'introduction du suffrage universel, qui verra le jour en 1919.

## Contenu
La loi introduisait les modifications suivantes, dans sa première partie, concernant l'école primaire :
- suppression des frais de scolarité ;
- sept ans de scolarité obligatoire ;
- réduction du nombre maximal d'élèves à 70 par classe ;
- le chant, la gymnastique, le dessin et des connaissances de base en biologie et en physique ont été introduits en tant que nouvelles matières ;
- le luxembourgeois est devenu une matière obligatoire.

La deuxième partie de la loi concerne le statut des enseignants. Il comprenait les mesures suivantes :
- droit de l'enseignant (ou d'un représentant des enseignants) de faire partie de la commission scolaire communale ;
- la loi obligeant les enseignants à participer à l'enseignement religieux est abolie ;
- les enseignants n’avaient plus besoin d'un certificat de leur statut religieux pour être employés ;
- le pasteur local n'était plus responsable de la supervision des enseignants.

Le vote à la Chambre a été précédé par un long débat politique entre le Bloc des gauches, d'une part, et le Bloc de droite, de l'autre. L'Église a particulièrement critiqué la seconde partie de la loi, qui laïcisait l'enseignement, tandis que le bloc des gauches estimait que la loi n'allait pas assez loin.
La Chambre a finalement approuvé la loi par 34 voix contre 17, avec une abstention.
Le 10 juillet 1912, le directeur général de l'Intérieur Pierre Braun présenta la loi à la grande-duchesse Marie-Adélaïde pour la signature, mais elle le signa que le 10 août 1912, à contrecœur, car elle la considérait comme un problème de conscience. En tant que fervente catholique, elle était initialement réticente à approuver une loi que les autorités religieuses ont qualifiée d'inacceptable et d'inapplicable.
Sa réticence à donner sa signature lui sera longtemps reprochée et contribuera à son abdication au lendemain de la première Guerre mondiale.